# Daphnella antillana
Daphnella antillana é uma espécie de gastrópode do gênero Daphnella, pertencente à família Raphitomidae.